# Hughie Gallacher
Hugh Kilpatrick Gallacher, noto come Hughie Gallacher (Bellshill, 2 febbraio 1903 – Gateshead, 11 giugno 1957), è stato un calciatore scozzese, di ruolo attaccante.

## Carriera
Giocò nella massima divisione inglese con Newcastle, Chelsea, Derby e Grimsby Town. Figura tra i dieci migliori marcatori della storia delle Division 1, campionato che vinse nel 1926-1927 con il Newcastle.

## Palmarès

### Club

#### Competizioni nazionali
- Coppa di Scozia: 1

Airdrieonians: 1923-1924
- Campionato inglese: 1

Newcastle: 1926-1927